# Bayleef
Bayleef (japanski: ベイリーフ Beirīfu) jedan je od 1025 fiktivnih vrsta Pokémona iz medijske franšize Pokémon, skupa Pokémon videoigara, animiranih serija, manga stripova, knjiga, igraćih karata i drugih medija kojima je tvorac Satoshi Tajiri. Svrha je Bayleefa u videoigrama, animiranoj seriji i manga stripovima, kao i svrha ostalih Pokémona, borba s divljim Pokémonima – neukroćenim stvorenjima koje igrači i likovi pronalaze dok kreću na razne avanture – i pripitomljenim Pokémonima drugih Pokémon trenera.

## Etimologijaimena
Bayleefovo ime dolazi od engleske riječi "bay leaf" = lovorov list.

## Pokédex podaci
- Pokémon Gold: Začinjeni miomiris kruži oko vrata ovog Pokémona. Miris budi borbeni duh u svakog tko ga pomiriše.
- Pokémon Silver: Začinjeni miomiris kruži oko vrata ovog Pokémona. Aroma služi kao lijek koji povraća zdravlje.
- Pokémon Crystal: Miris koji proizlazi iz listova oko vrata ovog Pokémona čini živahnim svakog tko ga pomiriše.
- Pokémon Ruby/Sapphire: Vrat ovog Pokémona obavijen je prstenom uvijenih listova. Unutar svakog valjkasto položenog lista nalazi se maleni pupoljak. Miris ovog pupoljka čini ljude živahnima.
- Pokémon Emerald: Vrat ovog Pokémona obavijen je prstenom uvijenih listova. Unutar svakog valjkasto položenog lista nalazi se maleni pupoljak. Miris ovog pupoljka čini ljude živahnima.
- Pokémon FireRed: Začinjeni miomiris kruži oko vrata ovog Pokémona. Aroma služi kao lijek koji povraća zdravlje.
- Pokémon LeafGreen: Začinjeni miomiris kruži oko vrata ovog Pokémona. Miris budi borbeni duh u svakog tko ga pomiriše.
- Pokémon Diamond/Pearl: Pupoljci koji krase vrat ovog Pokémona odaju snažan začinjen miris koji budi samopouzdanje.

## U videoigrama
Bayleef nije dostupan unutar videoigara u divljini. Jedini način dobivanja Bayleefa jest razvijanje Chikorite, početnog Pokémona unutar nekih igara, od 16. razine nadalje.
Bayleef je ključan u dobivanju Meganiuma, u kojeg se razvija na 32. razini.

## Tehnike
| Prirodne tehnike             | Prirodne tehnike | Prirodne tehnike |
| ---------------------------- | ---------------- | ---------------- |
| Tehnika                      | Vrsta tehnike    | Razina           |
| Obaranje (Tackle)            | Normalni         |                  |
| Režanje (Growl)              | Normalni         |                  |
| Oštrica lista (Razor Leaf)   | Travnati         |                  |
| Otrovni prah (PoisonPowder)  | Otrovni          |                  |
| Sinteza (Synthesis)          | Travnati         |                  |
| Odbijanje (Reflect)          | Psihički         | 18               |
| Čarobni list (Magical Leaf)  | Travnati         | 22               |
| Dar prirode (Natural Gift)   | Normalni         | 26               |
| Slatki miris (Sweet Scent)   | Normalni         | 32               |
| Lagani zaslon (Light Screen) | Psihički         | 36               |
| Tresak tijelom (Body Slam)   | Normalni         | 40               |
| Tjelesni čuvar (Safeguard)   | Normalni         | 46               |
| Aromaterapija (Aromatherapy) | Travnati         | 50               |
| Sunčeva zraka (SolarBeam)    | Travnati         | 54               |

## Statistike
| HP:      | 60 |  |
| Attack:  | 62 |  |
| Defense: | 80 |  |
| SpAtk:   | 63 |  |
| SpDef:   | 80 |  |
| Speed:   | 60 |  |

Statistika Special korištena je samo tijekom prve generacije; kasnije je podijeljenja na Special Attack i Special Defense statistike.

## U animiranoj seriji
Bayleef je jedan od Pokémona koje Ash koristi u svom timu. Evoluirala je iz Chikorite u epizodi 201. Kao i njen prethodni oblik, Bayleef osjeća snažnu privrženost prema svom treneru, koju obično iskazuje time što se svaki put pokušava popeti na Asha, što je sada malo teže zbog dramatičnog povećanja njene težine i veličine. Jedan trenutak za pamćenje bio je onaj kada je Bayleef pobijedila u utrci u kojoj je Ash vozio skateboard kojim je Bayleef upravljala, pobijedivši Garyja i njegovog Arcaninea, koji se inače smatra jednim od najbržih Pokémona. Ash je koristio Bayleef u brojnim borbama u Johto regiji, uključujući i borbu u dvorani za Ashov šesti bedž gdje je sama pobijedila Poliwratha i Machokea. Ash je koristio Bayleef i u Johto ligi, gdje se borila protiv Garyjeva Blastoisea i izgubila, te Harrisonovog Houndooma i pobijedila unatoč Houndoomovoj prednosti nad njenim tipom. Ipak, nakon što je pobijedila Houndooma, izgubila je protiv Harrisonova Blazikena. Bayleef je trenutačno u laboratoriju Prof. Oaka jer se Ash odlučio na novi početak kada je krenuo u Hoenn regiju, i zbog toga pustio sve svoje Pokémone, osim Pikachua kod Prof. Oaka.